# Paphiopedilum venustum
Paphiopedilum venustum é uma espécie de orquídea (Orchidaceae) do Sudeste Asiático.